# Тврђава Ревелин у Дубровнику
Тврђава Ревелин се налази североисточно од дубровачког бедема, од којег је одељена дубоким јарком и спојена мостом. Намена јој је била одбрана Дубровника од Турака.

## Историја
Први помен о потреби градње тврђаве на месту данашњег Ревелина датира из 1449. године, а тврђава се почела градити 1463. године. Данашњу снагу и изглед дугује замисли Антониа Ферамолина из Бергама који је 1538. године на дотадашњој тврђави замислио и саградио тврђаву Ревелин као издвојену масивну тврђаву неправилног четвероугаоног тлоцрта са североисточним оштрим углом. Градња Ревелина је завршена 1551. године. У време градње тврђаве уведен је пропис да свако ко долази у Дубровник мора да донесе са собом један камен који је величином требало да буде примерен физичкој грађи доносиоца.
После земљотреса 1667. године тврђава постаје административно средиште Дубровачке републике и у њу је пренесен државни трезор и трезор катедрале.
Приликом археолошких истраживања унутар тврђаве Ревелин 1983.-1986. године нађени су бројни остаци зидова и грађевина из времена пре Ревелина од којих је најзанимљивија пећ познатог градитеља звона и топова Ивана Крститеља Рабљанина.
Данас се на тераси тврђаве одигравају представе Дубровачких летњих игара, а унутар тврђаве се организују разни концерти. Крајем 2010. у тврђави је отворена за сада једина дубровачка дискотека.